# Ligne de Besançon-Viotte au Locle-Col-des-Roches
La ligne de Besançon au Locle-Col-des-Roches, également appelée ligne des Horlogers, est une ligne ferroviaire française qui relie Besançon, préfecture du département du Doubs en région Bourgogne-Franche-Comté, au Locle-Col-des-Roches, station suisse proche de la frontière aux abords de la ville du Locle. Au-delà, la ligne se poursuit jusqu'à La Chaux-de-Fonds.
Elle constitue la ligne 872 000 du réseau ferré national.

## Histoire

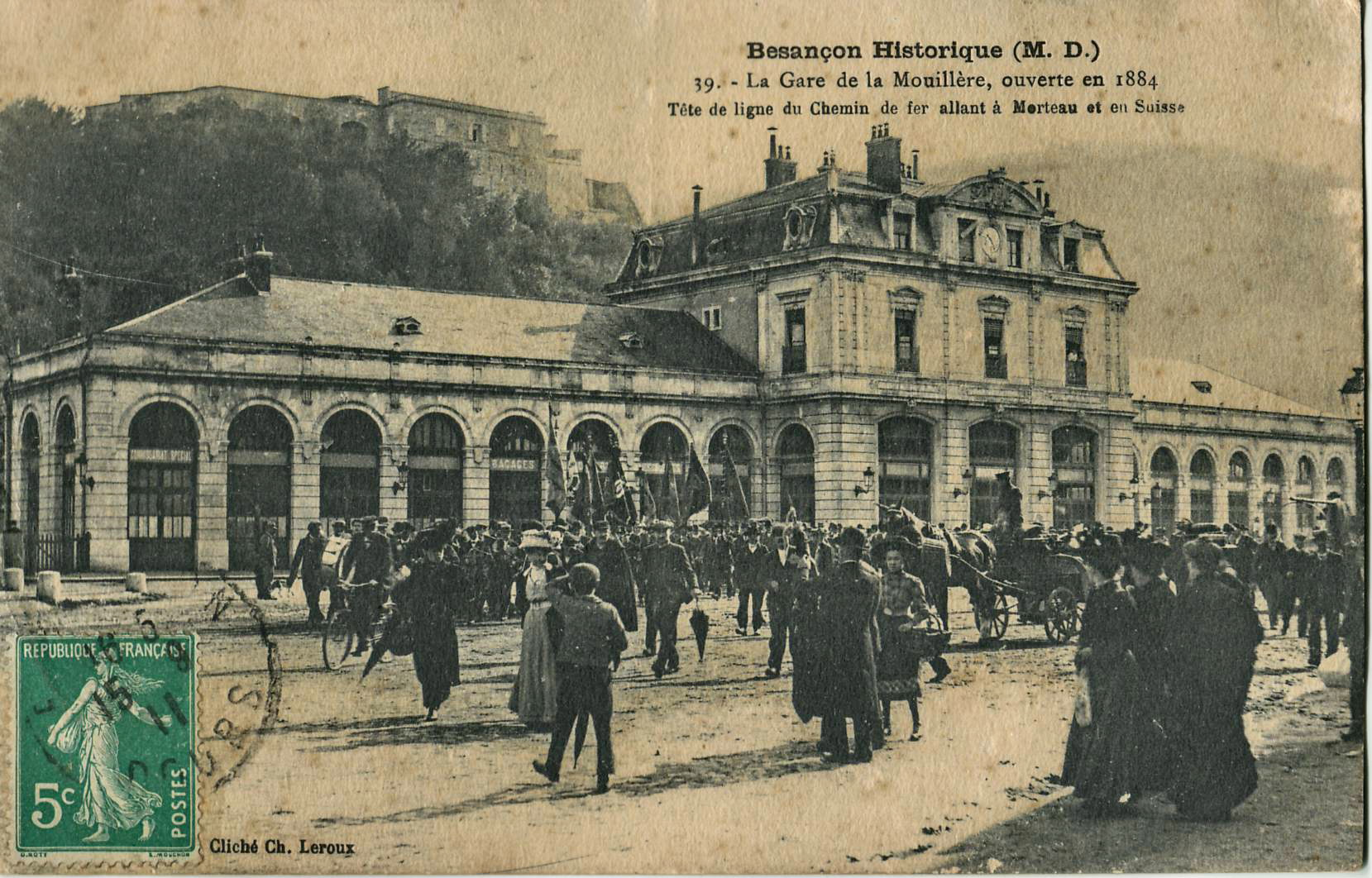
Façade de la première Gare de Besançon-la Mouillère

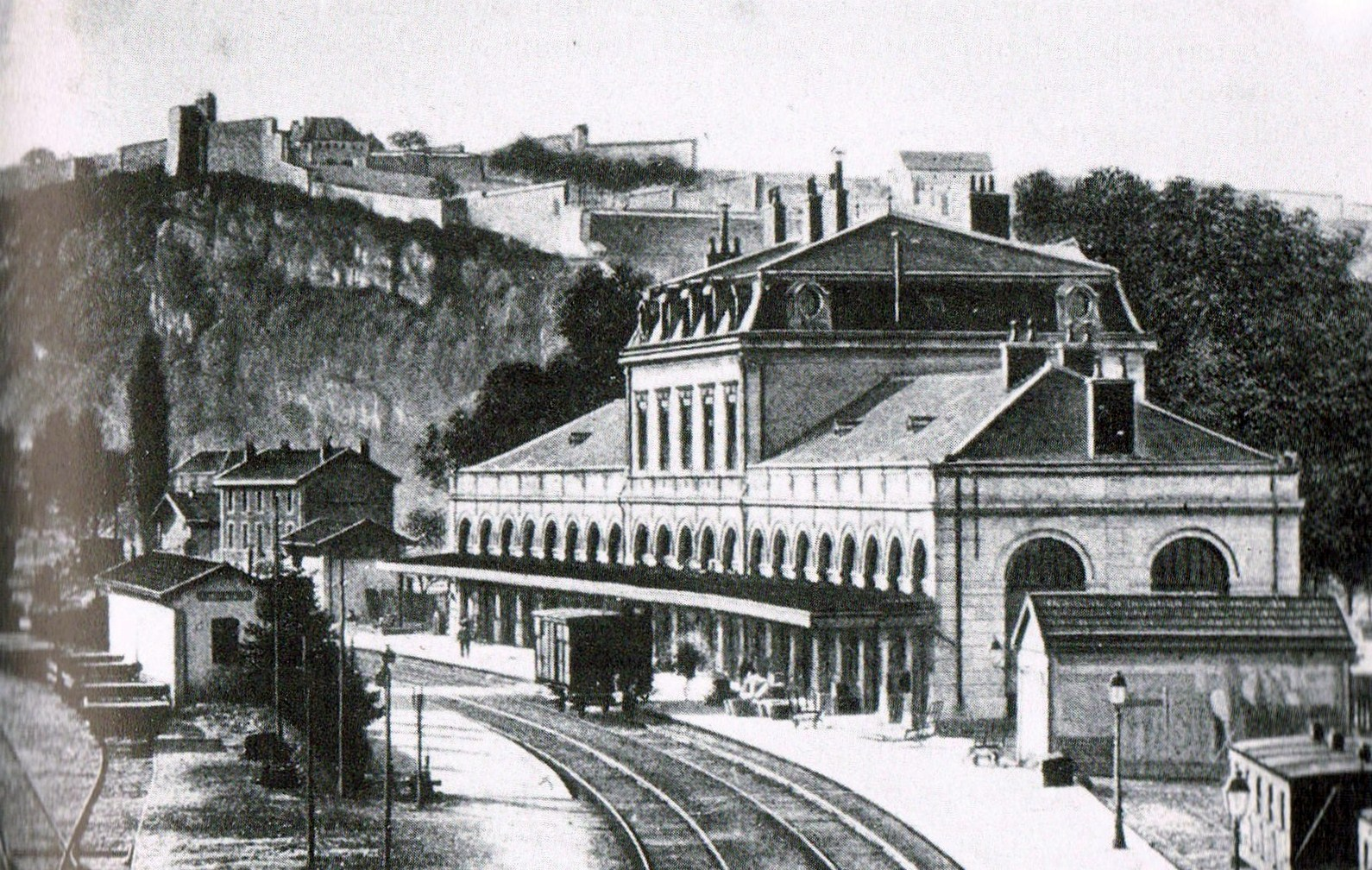
Les quais de la même gare

La ligne, qui devait être construite par l'État, a été déclarée d'utilité publique par un décret impérial le 19 juin 1868.
Une loi du 23 mars 1874 autorise l'adjudication de la ligne. La ligne est concédée par adjudication à la Compagnie Vilvert, de Constantin et Aglantier le 14 septembre 1874. Cette adjudication est approuvée par décret le 16 novembre 1874. Cette compagnie a commencé les travaux avec beaucoup de retard en août 1876. En 1878 elle a connu ses premières difficultés financières et a abandonné les travaux le 1er juin de la même année. La ligne est rachetée par l'État, afin de poursuivre les travaux, selon les termes d'une convention signée, le 27 mars 1879, entre le ministre des Travaux publics et la Compagnie du chemin de fer direct de Besançon à la frontière suisse par Morteau. Cette convention est approuvée par une loi le 15 juillet suivant,.
Le raccordement entre les réseaux de chemins de fer français et suisse au Locle est réglé par une convention entre les deux États signée le 14 juin 1881. Cette convention est approuvée en France par une loi le 11 juin 1882 et est promulguée par décret le 24 juin suivant.
La ligne est finalement concédée à titre définitif à la Compagnie des chemins de fer de Paris à Lyon et à la Méditerranée par une convention signée entre le ministre des Travaux publics et la compagnie le 26 mai 1883. Cette convention est approuvée par une loi le 20 novembre suivant.
La ligne a été inaugurée le 4 août 1884 par le PLM.
Deux lignes se raccordaient sur cette transversale :
- La ligne de L'Hôpital-du-Grosbois à Lods,
- La ligne de Pontarlier à Gilley.

## Infrastructure
C'est une ligne à voie unique au profil difficile, les déclivités atteignent 30 ‰.
Longue de 75 km, elle compte 48 passages à niveau, 42 ponts ferroviaires et 12 tunnels.

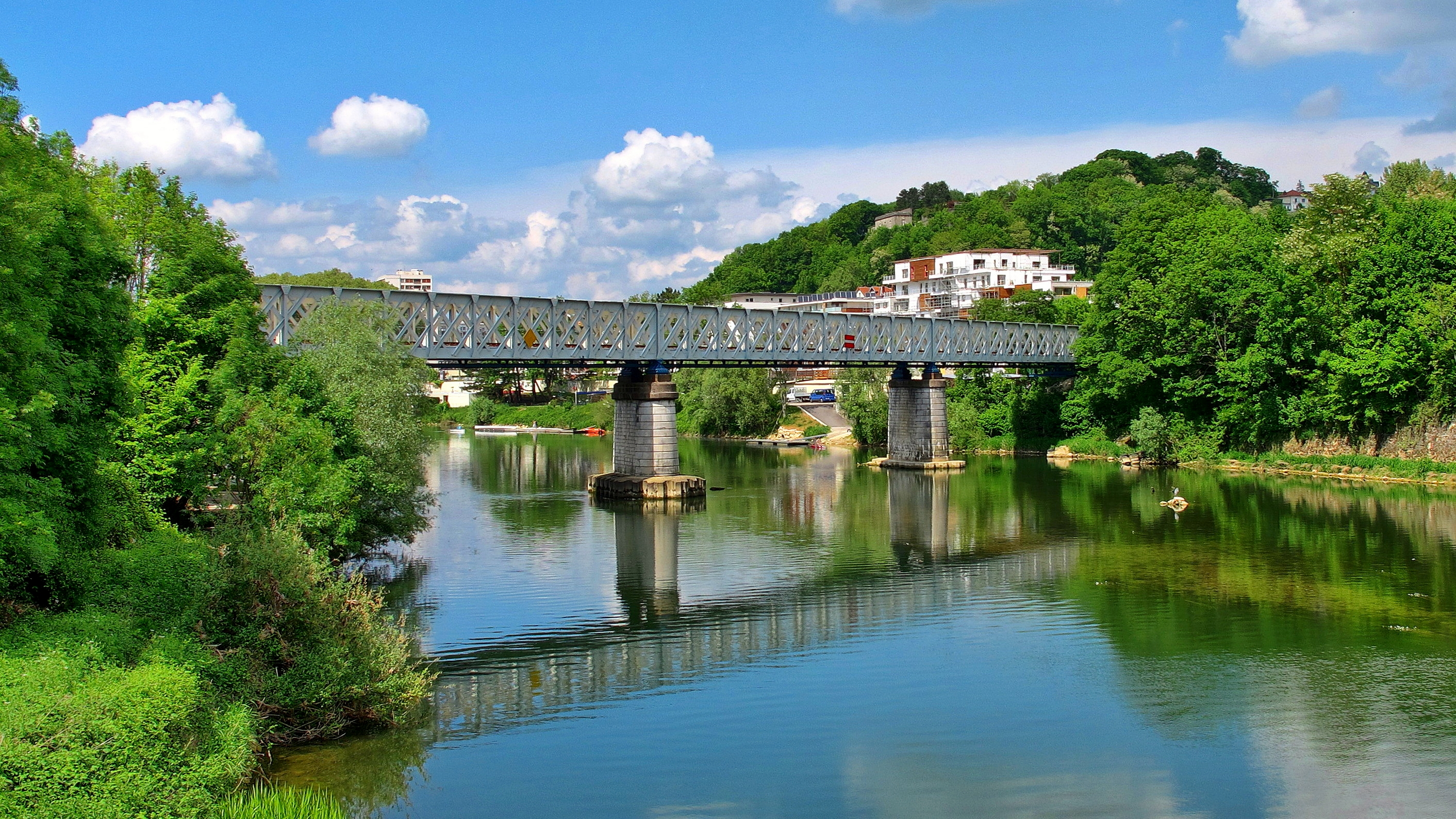
Le pont sur le Doubs à Besançon (Alt. 250 m).
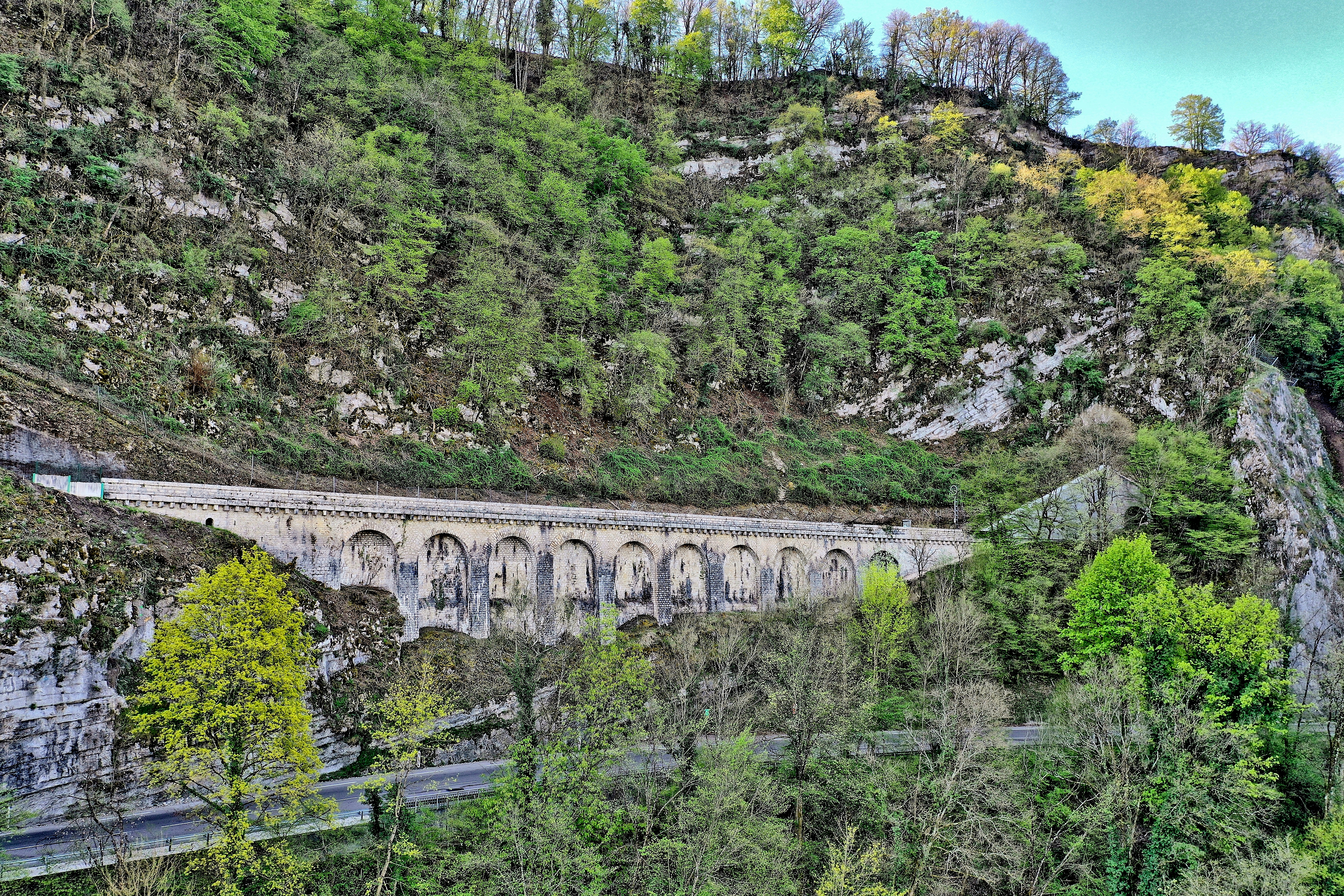
Mur de soutènement à arcades dans la côte de Morre.
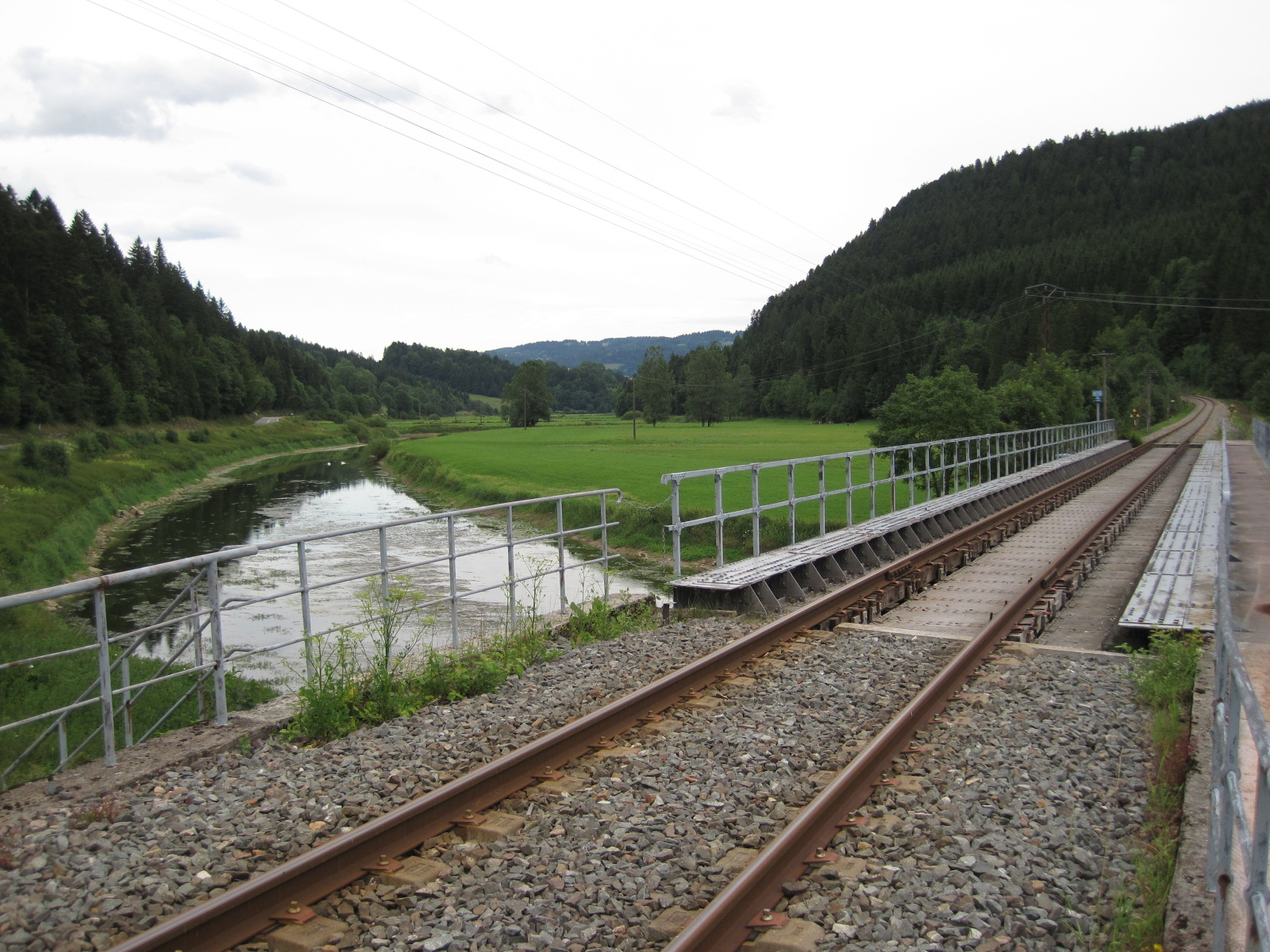
Pont sur le Doubs en aval de Morteau (Alt. 754 m).

## Exploitation
Menacée un temps de fermeture, la ligne bénéficie d'un second souffle à partir de 2002 grâce à la régionalisation des transports de voyageurs et à la politique de la région Franche-Comté :
- L'offre a augmenté de 42 % entre 2002 et 2008
- La fréquentation a augmenté de 89 % entre 2002 et 2008 coïncidant avec l'arrivée de nouveaux matériels comme les ATER X 73500 ou les AGC X76500 remplaçant les X 2800
- La ligne représente 6,5 % de la fréquentation totale du TER Franche-Comté

Pour 2008, la hausse de fréquentation des gares traduit le regain d'intérêt pour cette petite ligne régionale :
- Besançon La Mouillère 526 voyageurs par jour + 14 %
- Morre 88 voyageurs par jour + 3 %
- Saône 126 voyageurs par jour + 16 %
- Mamirolle 205 voyageurs par jour + 30 %
- L'Hôpital du Grosbois 79 voyageurs par jour + 4 %
- Etalans 154 voyageurs par jour + 7 %
- Valdahon 567 voyageurs par jour + 4 %
- Avoudrey 26 voyageurs par jour + 10 %
- Gilley 29 voyageurs par jour + 22 %
- Morteau 732 voyageurs par jour + 31 %

La desserte (exclusivement TER Franche-Comté) se compose au service d'hiver 2008-2009 de :
- 3 A/R Besançon - Le Locle - La Chaux-de-Fonds
- 3 A/R Besançon - Morteau
- 6 A/R Besançon - Valdahon
- 3 A/R Morteau - Le Locle - La Chaux-de-Fonds
- 1 aller en car TER Morteau - Le Locle en fin d'après midi et 1 retour Le Locle - Besançon en car en soirée.
- 1 aller en car TER entre Besançon et Morteau le matin du lundi au vendredi.
- 1 aller/retour en car TER entre Morteau et Besançon en correspondance avec les TGV Paris-Besançon permettant pour les habitants du Haut-Doubs de faire l'aller retour vers Paris dans la journée du lundi au vendredi
- 1 A/R en car TER Gilley - Morteau pour les besoins des frontaliers du lundi au vendredi.
- 1 aller en car TER Le Valdahon - Morteau pour les besoins des frontaliers du lundi au vendredi.

La ligne offre donc une desserte périurbaine de Besançon à Valdahon (plus de 1 100 voyageurs par jour ouvrable) et une desserte pour les travailleurs frontaliers entre Morteau et La Chaux de Fonds (environ 250 voyageurs par jour ouvrable). D'ailleurs, depuis le 25 août 2007, la réouverture de la halte du Crêt du Locle entre Le Locle et La Chaux-de-Fonds permet aux TER de desservir l'important pôle industriel Suisse.
La ponctualité de l'axe est de 94,79 % de trains à l'heure ou avec un retard inférieur à 5 minutes en 2008.
La ligne est certifiée norme française (NF Transport) par l'AFNOR depuis 2005.
Un système d'information en temps réel des trains a été mis en place sur tous les points d'arrêts de la ligne le 10 juillet 2009 afin d'avertir les clients en cas de retards sur la ligne, de diffuser des informations touristiques.
Cette ligne offre des panoramas sur la vallée du Doubs et la citadelle entre Besançon et Morre, sur les sapinières entre Avoudrey et Gilley et les gorges du Doubs de Gilley au Locle ; elle bénéficie depuis 2007 d'une offre touristique certains jours de l'année.
Durant l'été 2016, la ligne a fait l'objet de travaux d'entretien. Le principal chantier était à Besançon, où 1,2 km de RVB a été fait entre la rue Tristan-Bernard (séparation avec la ligne de Belfort) et la Mouillère. D'autres chantiers ont concerné des remplacements de rails, des rajouts de ballast et des renforcements de murs, à l'Hôpital du Grosbois et sur la section Avoudrey - Morteau. Plus de 5 millions d'euros ont été engagés à cette occasion.

## Futur
À la suite du projet de la Suisse de passer son réseau sous ERTMS, il est évoqué de limiter les TER Franche-Comté en gare du Locle Col-des-Roches dès 2016.
Cependant, ce scénario est difficilement applicable puisqu'aucune correspondance n'est possible depuis cette gare vers le réseau suisse.
Plusieurs projets sont envisagés à plus ou moins court terme afin de conserver une liaison ferroviaire directe entre Morteau et La Chaux-de-Fonds :
- Équipement de la partie suisse du KVB en plus de l'ERTMS. Solution acceptée par la Suisse[13].
- Équipement en ERTMS des X 73500. Cependant une formation lourde des conducteurs serait nécessaire.

À plus long terme :
- Équipement de la section Besançon - Le Locle de la version ERTMS dite régionale qui n'existe pour le moment que sur le papier. Cette nouvelle signalisation permettrait de supprimer les limitations de circulation.

Il est à noter que ces propositions sont plus ou moins réalisables. De plus, encore aucune n'est actée. Néanmoins la première solution semble la plus réalisable et la plus avancée (Solution acceptée par la Suisse).
Ces propositions sont proposées par des associations et ne sont pas forcément vérifiées.
À court terme, du 12 août au 5 septembre 2019, la circulation sera interrompue du fait de travaux dans certains tunnels, dont notamment ceux de Saint-Léonard et du Pavillon (section Besançon - Morre). À plus long terme, mais programmés, 37 millions d'euros sont annoncés dans le cadre de travaux issue du CPER 2015 - 2020 "révisé".
Du 1er mars 2021 au 21 octobre 2021, la ligne est fermée pour permettre la réalisation de travaux de renouvellement de la ligne sur 35 km pour un investissement de 49 millions d'euros, qui devraient également permettre une augmentation de la vitesse.
Le tunnel transfrontalier du Col-des-Roches, construit en 1884, a été fermé pour d'importants travaux de rénovation du 1er mars 2021 au 30 mars 2022 sur sa partie suisse (316 mètres sur un total de 422 mètres). Au début du chantier, la réouverture de la ligne était prévue 23 décembre 2021  mais les travaux ont duré plus longtemps que prévu. Un premier retard a été provoqué par un éboulement à l'intérieur du tunnel pendant le chantier, puis des retards d'approvisionnement en matières premières ont provoqué un deuxième report .
Depuis le 30 mars 2022, la ligne est ouverte jusqu'à La Chaux-de-Fonds, avec cinq XGC de Bourgogne-Franche-Comté, le contrôle de vitesse étant assuré jusqu'en 2029, par des balises KVB, puis par l'ETCS.
Du 4 mars au 19 octobre 2024, une deuxième phase de travaux aura lieu pour un montant de 53 millions d'euros. A l'issue de ces travaux, où la ligne sera complètement interrompue, le gain de temps entre Besançon et Morteau sera de 8 minutes par rapport à fin 2020. 